# An Bình, Lạc Thủy
An Bình là một xã thuộc huyện Lạc Thủy, tỉnh Hòa Bình, Việt Nam.
Xã An Bình có diện tích 30,31 km², dân số năm 1999 là 6297 người, mật độ dân số đạt 208 người/km².
Nghề nghiệp chủ yếu củ người dân là trồng rừng, sản xuất gỗ công nghiệp thô, chăn nuôi gia súc gia cầm. Đặc biệt xã An Bình nổi tiếng với giống gà Lạc Thủy